# Goodpastures syndrom
Goodpastures syndrom (også Goodpasture’s disease eller anti-glomerular basement membrane (anti-GBM) disease) er en autoimmun sygdom, hvor der dannes autoantistoffer mod basalmembranen i glomerolus (nyrerne) og aveoler (lungerne) og medfører glomerolonefritis og blødning i lungevævet.
Ernest Goodpastures var den første, som beskrev tilfælde af unge mænd med akut nyresvigt og blødning i lungerne i forbindelse med den spanske syge i 1919. Men det var først i 1958, at sygdommen fik navnet Goodpastures syndrom.
Sygdommen er uden behandling dødelig pga. akut nyresvigt og blødning i lungerne, men kan behandles med glykokortikoider (binyrebarkhormon) og rensning af blodet for antistoffer (plasmaferese) .

## Ætiologi
Goodpasture Syndrom (GPS) opstår fordi kroppen begynder at danne antistoffer mod bestemte kollagen strukturer i alveolernes og glumerulus' basalmembran. Basalmembranen er et tyndt matrix, som understøtter epitellaget og som forhindre store molekyler i trænge ud. I alveolerne er det kun luftarter som skal kunne trænge igennem, mens det i glumerulus kun er væske, ioner og små molekyler. Ved binding af anti-GBM antistoffer til basalmembranen startes en inflammationsproces, hvor leukocytter trænger ud i bowmanns kapsel. Derved forstyrres filtrationen, og derved nyrens funktion, og i sidste ende kommer der fibrose af glomerulus . 
Årsagen til dannelsen af anti-GBM antistoffer er ikke kendt. Der er fundet en sammenhæng med bestemte gener, som kunne pege på et genetisk aspekt. Men der er også fundet en sammenhæng til en række miljøfaktorer, bl.a. inhalation af tobaksrøg og rusmidler, inhalation af kulbrintegasser og luftvejsinfektioner. Det er blevet foreslået, at årsagen kan være en kombination af genetisk disposition og en miljøfaktor, som udløsende faktor .

## Prognose
Uden behandling er alle tilfælde dødelige, men hurtig behandling vil 63-94% overleve. Ca 20% vil få normal nyrefunktion, mens 40% er i fast hæmodialyse og 15-20% vil få nyretransplantation. De største risikofaktorer for død er anuri (ophør af urinproduktion), høj p-creatinin og højt niveau af antistof i blodet .